# Suzumura Airi
Suzumura Airi (鈴村 あいり 24 tháng 9 năm 1993 –) là một nữ diễn viên khiêu dâm người Nhật Bản. Sau khi làm tại Lotus Group và Zeal Group, cô hiện thuộc về công ti NAX Promotion từ tháng 10/2017.

## Sự nghiệp
Cô sinh ra tại tỉnh Kanagawa. Tháng 2/2013, cô ra mắt ngành phim khiêu dâm với tư cách là nữ diễn viên độc quyền của hãng phim khiêu dâm Prestige.
Trong cùng năm, cô đã xếp thứ 20 trong "Bảng xếp hạng nữ diễn viên khiêu dâm hàng tháng của DMM.18, xếp thứ 1 trong "Bảng xếp hạng video 1 yên", xếp thứ 1 trong "Bảng xếp hạng Best 100 sản phẩm video hàng tuần", xếp thứ 1 trong "Bảng xếp hạng Best 100 sản phẩm video hàng tháng", xếp thứ 2 trong "Bảng xếp hạng nữ diễn viên khiêu dâm Best 100 đĩa DVD cho thuê hàng tháng", và xếp thứ 1 trong "Bảng xếp hạng nữ diễn viên khiêu dâm Best 100 sản phẩm video hàng tháng".
Tại lễ trao giải của Giải thưởng phim người lớn DMM ngày 24/4/2014, phim của cô "Cho tôi mượn, một cô gái thực sự xinh đẹp. ACT.32" đã đạt giải Nội dung xuất sắc nhất trong hạng mục Phân phối. Mặc dù cô cũng đã đủ tiêu chí để được đề cử cho giải Nữ diễn viên xuất sắc nhất từ năm 2015, cô đã không được đề cử do mong muốn riêng.
Đến năm 2015, tổng số đĩa DVD bán ra của cô là 500 nghìn, và doanh số bán đĩa DVD là khoảng 500 triệu yên. Cả hai đều là con số lớn nhất từ trước đến nay đối với hãng Prestige.
Tháng 12/2020, cô xếp thứ 5 trong bảng "FLASH 2020 BEST100 diễn viên đang hoạt động gợi cảm nhất" được bầu chọn bởi độc giả.
Tháng 8/2021, cô xếp thứ 6 trong "Bảng xếp hạng FLASH 2021 diễn viên nữ gợi cảm chọn bởi 300 độc giả".
Trong bảng xếp hạng sàn bán hàng qua bưu điện của FANZA tuần ngày 25/9/2023, phim của cô "Một mình với shirōto-kun (cậu bé ngốc) cả ngày. 8 lần xuất tinh không được nghỉ giữa các hiệp. Suzumura Airi quan hệ đến giới hạn." (素人くんと丸1日2人きり。徹底的に尽くしまくって賢者タイム禁止の8発射精。限界まで搾り取る鈴村あいり。) đã vươn lên xếp thứ 3 ngay khi vừa phát hành.
Trong bảng xếp hạng sàn bán hàng qua bưu điện của FANZA tuần ngày 11/12, phim của cô "Suzumura Airi muốn được creampie vào tử cung 4 tình huống" (子宮で欲しがる鈴村あいりの中出し懇願 4シチューエーション) đã vươn lên xếp thứ 3 ngay khi vừa phát hành.

## Đời tư
- Sở thích của cô là làm đồ ngọt.[1] Cô có thói quen thường xuyên xin lỗi,[17] và không giỏi chơi Pop-up Pirate (tên ở Nhật là Kurohige Kiki Ippatsu/黒ひげ危機一発).[18][19]
- Do cô mong muốn giữ kín về cuộc sống, cô không thường xuất hiện trên các phương tiện truyền thông như TV hay các tạp chí.[20][21]